# Jonny Kane

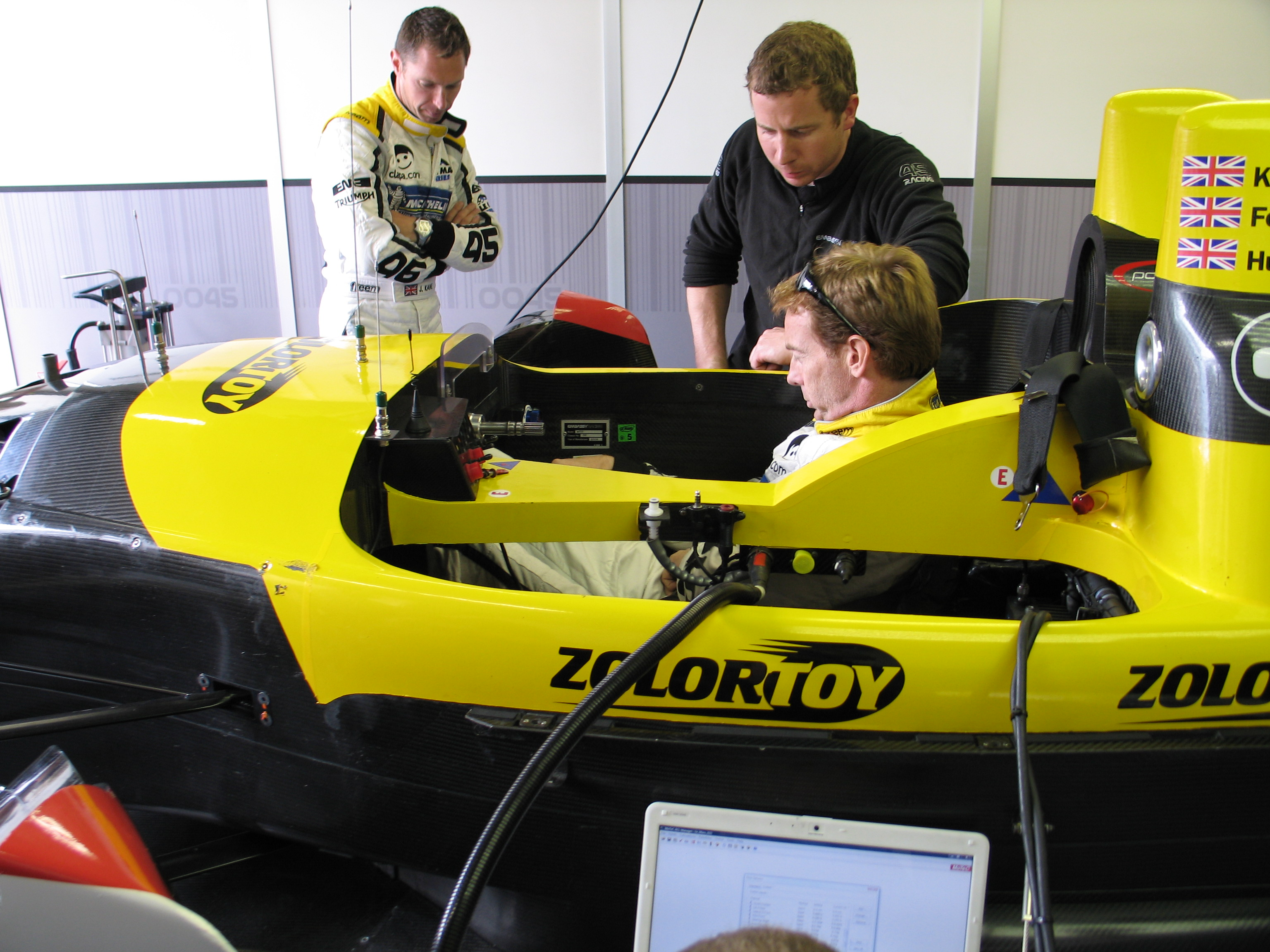
Jonny Kane (links stehend) in der Embassy-Racing-Box beim 24-Stunden-Rennen von Le Mans 2008

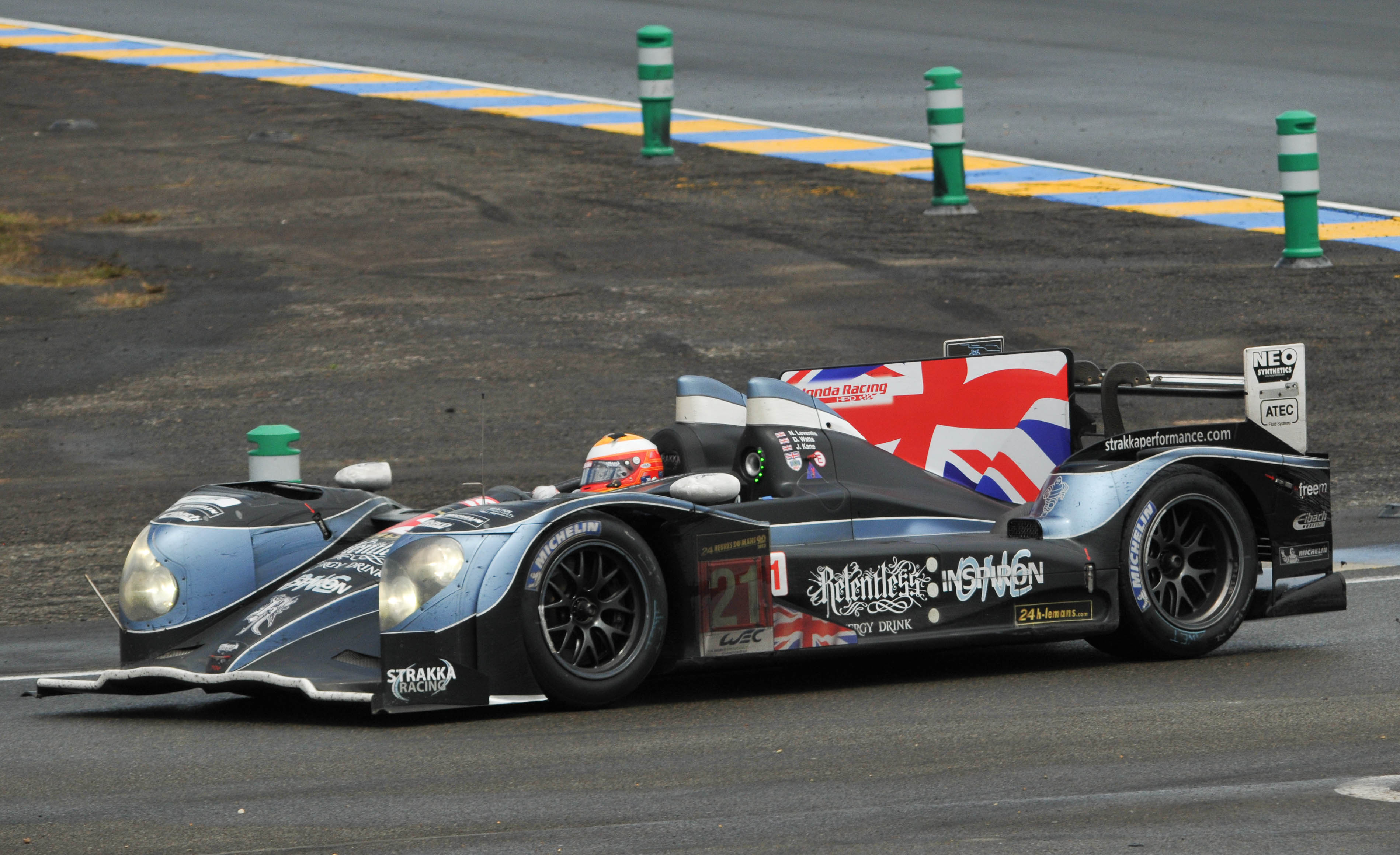
Jonny Kane im HPD ARX-03ac 2013 ebenfalls in Le Mans

Jonathan Ernest „Jonny“ Kane (* 14. Mai 1973 in Comber) ist ein ehemaliger britischer Autorennfahrer.

## Karriere als Rennfahrer
Der Nordire Jonny Kane begann seine Karriere nach Anfängen im Kartsport 1991 in der Formel Vauxhall. Im selben Jahr und in der folgenden Saison gewann er die Gesamtwertung der irischen Formel-Ford-Meisterschaft. Bis zum Ablauf der Rennsaison 1996 blieb Kane in Serien dieser beiden Rennformeln erfolgreich. Er sicherte sich 1994 den Gesamtsieg in der europäischen Formel-Ford-Meisterschaft und 1995 den der Formel Vauxhall. Dabei war er bei Paul Stewart Racing Teamkollege von Juan Pablo Montoya, der die Meisterschaft als Gesamtdritter beendete.
1996 folgte der Wechsel in die Formel 3. Auch bei Rennen dieser Rennformel war er erfolgreich. 1997 wurde er britischer Formel-3-Meister. Nach einigen Rennen in der internationalen Formel-3-Meisterschaft 1998 und zwei Saisons bei den Indy Lights wechselte Kane 2001 in den GT- und Sportwagensport.
Kane erhielt einen Werkvertrag bei MG und blieb zwei Jahre bei der Rennmannschaft des britischen Automobilherstellers. Der MG-Lola EX257 war ein schnelles aber defektanfälliges Rennfahrzeug. Bei beiden Renneinsätzen beim 24-Stunden-Rennen von Le Mans schied Kane nach technischen Defekt aus. 2001 fehlte der Öldruck; 2002 gab es einen Getriebeschaden. Auf die beiden Jahre bei Spyker Cars folgte 2008 die Teilnahme am Embassy-Racing-Projekt mit dem Embassy WF01.
Ab 2010 war Kane Teammitglied bei Strakka Racing. Es folgte die bisher erfolgreichste Phase seiner Sportwagenzeit. Le Mans Series 2010 gewann er mit dem HPD ARX-01c und den Partnern Nick Leventis und Danny Watts das zur European Le Mans Series zählende 1000-km-Rennen auf dem Hungaroring. Damit gewann ein LMP2-Prototyp gegen die Konkurrenz der LMP1-Wagen. Im selben Jahr erreichte er mit dem fünften Endrag seine bisher beste Platzierung im Schlussklassement von Le Mans. Die beste Platzierung beim 12-Stunden-Rennen von Sebring war der sechste Endrang 2003.

## Statistik

### Le-Mans-Ergebnisse
| Jahr | Team                   | Fahrzeug               | Teamkollege          | Teamkollege     | Platzierung            | Ausfallgrund    |
| ---- | ---------------------- | ---------------------- | -------------------- | --------------- | ---------------------- | --------------- |
| 2001 | MG Sport & Racing Ltd. | MG-Lola EX257          | Anthony Reid         | Warren Hughes   | Ausfall                | kein Öldruck    |
| 2002 | MG Sport & Racing Ltd. | MG-Lola EX257          | Anthony Reid         | Warren Hughes   | Ausfall                | Getriebeschaden |
| 2006 | Spyker Squadron b.v.   | Spyker C8 Spyder GT2-R | Jeroen Bleekemolen   | Mike Hezemans   | Ausfall                | Motorschaden    |
| 2007 | Spyker Squadron b.v.   | Spyker C8 Spyder GT2-R | Jaroslav Janiš       | Mike Hezemans   | Ausfall                | Motorschaden    |
| 2008 | Embassy Racing         | Embassy WF01           | Joey Foster          | Warren Hughes   | Ausfall                | Unfall          |
| 2009 | Speedy Racing Team     | Lola B08/80            | Benjamin Leuenberger | Xavier Pompidou | Rang 12                |                 |
| 2010 | Strakka Racing         | HPD ARX-01c            | Nick Leventis        | Danny Watts     | Rang 5 und Klassensieg |                 |
| 2011 | Strakka Racing         | HPD ARX-01d            | Nick Leventis        | Danny Watts     | Ausfall                | Unfall          |
| 2012 | Strakka Racing         | HPD ARX-03a            | Nick Leventis        | Danny Watts     | Rang 30                |                 |
| 2013 | Strakka Racing         | HPD ARX-03ac           | Nick Leventis        | Danny Watts     | Rang 6                 |                 |
| 2015 | Strakka Racing         | Strakka-Dome S103      | Nick Leventis        | Danny Watts     | Ausfall                | Kühlerschaden   |
| 2016 | Strakka Racing         | Gibson 015S            | Nick Leventis        | Danny Watts     | Rang 8                 |                 |

### Sebring-Ergebnisse
| Jahr | Team                  | Fahrzeug      | Teamkollege    | Teamkollege        | Platzierung | Ausfallgrund |
| ---- | --------------------- | ------------- | -------------- | ------------------ | ----------- | ------------ |
| 2002 | KnightHawk Racing LLC | MG-Lola EX257 | Steve Knight   | Andy Lally         | Rang 26     |              |
| 2003 | Audi Sport UK         | Audi R8       | Perry McCarthy | Mika Salo          | Rang 6      |              |
| 2005 | Team LNT Magic        | TVR T400R     | Warren Hughes  | Lawrence Tomlinson | Ausfall     | Motorschaden |
| 2012 | Strakka Racing        | HPD ARX-03a   | Nick Leventis  | Danny Watts        | Rang 10     |              |

### Einzelergebnisse in der FIA-Langstrecken-Weltmeisterschaft
| Saison | Team           | Rennwagen         | 1   | 2   | 3   | 4   | 5   | 6   | 7   | 8   | 9   |
| ------ | -------------- | ----------------- | --- | --- | --- | --- | --- | --- | --- | --- | --- |
| 2012   | Strakka Racing | HPD ARX-03a       | SEB | SPA | LEM | SIL | SAO | BAH | FUJ | SHA |     |
| 2012   | Strakka Racing | HPD ARX-03a       | 10  | 7   | 30  | 5   | 5   | 3   | 6   | 6   |     |
| 2013   | Strakka Racing | HPD ARX-03c       | SIL | SPA | LEM | SAO | AUS | FUJ | SHA | BAH |     |
| 2013   | Strakka Racing | HPD ARX-03c       | DNF | 7   | 6   |     |     |     |     |     |     |
| 2015   | Strakka Racing | Strakka Dome S103 | SIL | SPA | LEM | NÜR | AUS | FUJ | SHA | BAH |     |
| 2015   | Strakka Racing | Strakka Dome S103 | 8   | 14  | DNF | 13  | 13  | 18  | 26  | 15  |     |
| 2016   | Strakka Racing | Gibson 015S       | SIL | SPA | LEM | NÜR | MEX | AUS | FUJ | SHA | BAH |
| 2016   | Strakka Racing | Gibson 015S       | 9   | DNF | 8   | 11  | 9   | DNF | 12  |     |     |